# Siamesisk jättekarp
Siamesisk jättekarp (Catlocarpio siamensis) är en fiskart som beskrevs av Boulenger, 1898. Siamesisk jättekarp ingår i släktet Catlocarpio och familjen karpfiskar. IUCN kategoriserar arten globalt som akut hotad. Inga underarter finns listade i Catalogue of Life.